# WWF Light Heavyweight Championship

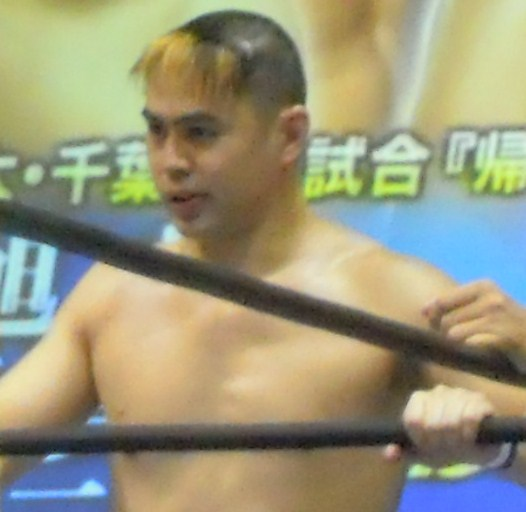
Taka Michinoku primul campion Light Heavyweight din istorie

World Wrestling Federation (WWF) Light Heavyweight Championship a fost un titlu din promoția de wrestling World Wrestling Federation. Centura a fost disuptată de wrestleri cu o greutate maximă de 97 kg (215 lbs).

## Istorie
Primul titlu WWF Light Heavyweight a fost introdus în Mexic pentru Universal Wrestling Association. În cele din urmă a migrat în Japonia, până atunci nu s-a considerat un titlu oficial al WWF-ului până în anul 1997, când s-a organizat un turneu în Statele Unite pentru acest titlu. După turneu, titlul a fost o parte din J-Crown.